# 南三陸町役場·醫院前站
南三陸町役場·醫院前站（日语：／ Minami-Sanriku Chouyakuba Byōinmae eki */?）是位於宮城縣本吉郡南三陸町志津川字沼田14番3號，東日本旅客鐵道（JR東日本）的氣仙沼線BRT巴士站。
此站是BRT區間新設的車站，在巴士站開設當初，於《JR時間表》和《JTB時間表》中此站為臨時車站，以「（臨）」字作標記。
氣仙沼線柳津站至氣仙沼站之間的鐵路服務於2020年4月1日廢止。上述提及此巴士站是在BRT化以後才設置，因此不是鐵路車站，此巴士站不會計算在JR東日本車站數目內。

## 概要
在2011年發生東日本大震災後，氣仙沼線以BRT方式臨時重開路線，當時以「Bayside Arena站」的名稱，於南三陸町綜合體育館「Bayside Arena」附近新設巴士站。當初此站沒有營業距離，鄰站志津川站的營業距離適用於此站。在2012年12月22日BRT真正開始運行時，此巴士站設定了營業距離。在2017年3月3日，此巴士站由部分巴士班次通過，變為包括早上和晚上之內，所有巴士班次均停靠此巴士站。
另外，在開設BRT前，氣仙沼線的替代運輸對象路線為宮交巴士臨時巴士路線，該路線也途經Bayside Arena。
在2017年9月4日，南三陸醫院前遷移。並鄰接南三陸町公所的新廳舍，與Bayside Arena有一段距離。在2018年7月1日改為現時的站名。

## 歷史
- 2012年（平成24年）
  - 8月20日：氣仙沼線以BRT方武臨時重開路線。同時，志津川站至清水濱站之間開設Bayside Arena站[2]。此巴士站沒有營業距離。在JR時間表和JTB時間表中，以「Bayside Arena（志津川）」標記。
  - 12月22日：設定營業距離。BRT專用車站大樓開始使用[6]。
- 2017年（平成29年）9月4日：巴士站遷移至南三陸醫院前[5]。
- 2018年（平成30年）7月1日：巴士站名稱改為南三陸町役場·醫院前站[7]。同時，與志津川站之間的車站營業距離由2.4公里變為0.8公里，與清水濱站之間的車站營業距離由2.1公里變為3.7公里[8]。

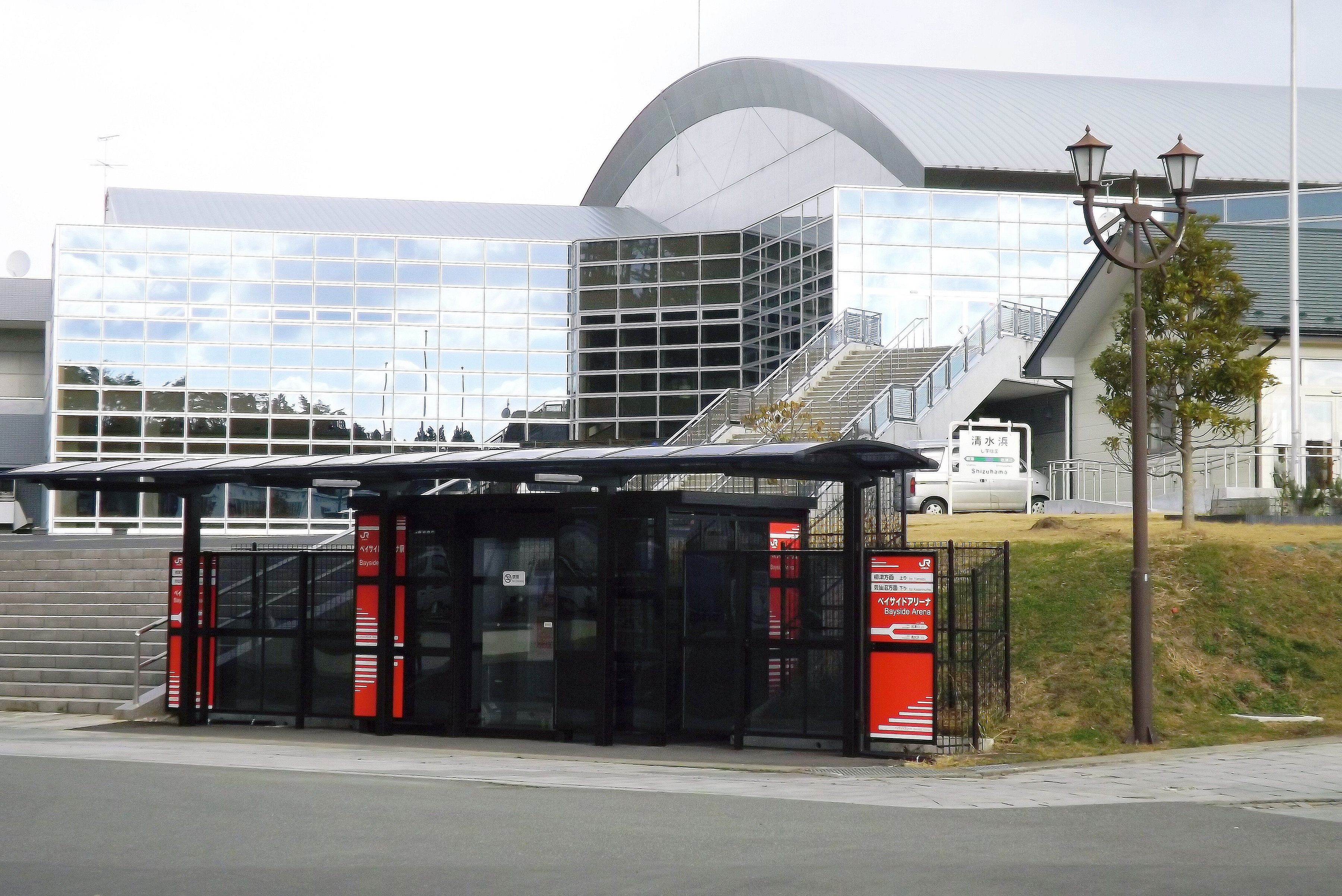
遷站前的車站全景。後方建築物為Bayside Arena。（2013年12月）
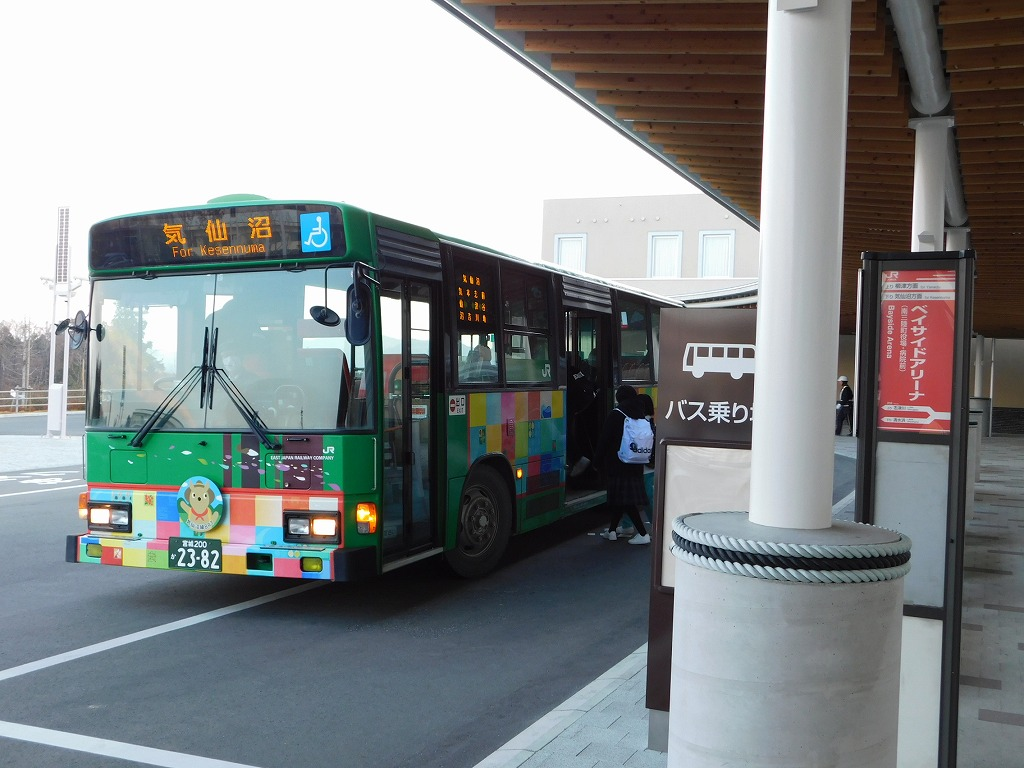
遷移至現地的巴士站，站名是未作修改（2017年11月）

## 巴士站構造
上述提及，巴士站位於南三陸醫院內的迴旋路中。兩方向的巴士均停靠同一上落客點。在巴士站中沒有候車室，只有站牌。

## 使用狀況
根據「JR東日本」，2019年度（令和元年度）1日平均乘車人次為21人。
| 乘車人次變化       | 乘車人次變化     | 乘車人次變化   |
| 年度               | 1日平均 乘車人次 | 參考資料       |
| ------------------ | ---------------- | -------------- |
| 2013年（平成25年） | 12               | [ 利用客数 2 ] |
| 2014年（平成26年） | 14               | [ 利用客数 3 ] |
| 2015年（平成27年） | 17               | [ 利用客数 4 ] |
| 2016年（平成28年） | 16               | [ 利用客数 5 ] |
| 2017年（平成29年） | 20               | [ 利用客数 6 ] |
| 2018年（平成30年） | 22               | [ 利用客数 7 ] |
| 2019年（令和元年） | 21               | [ 利用客数 1 ] |

## 車站周邊
- 南三陸醫院
- 南三陸町公所
- 南三陸町體育交流村
  - 南三陸町綜合體育館「Bayside Arena」
- 南三陸町圖書館

## 相鄰巴士站
東日本旅客鐵道（JR東日本）
■氣仙沼線BRT
志津川－南三陸町役場·醫院前－志津川中央團地

## 注腳

### 使用狀況
1. 1 2  . 東日本旅客鐵道.   [2020-07-18]. （原始内容存档于2021-01-10） （日语）.
2. ↑  . 東日本旅客鐵道.   [2019-02-15]. （原始内容存档于2014-10-06） （日语）.
3. ↑  . 東日本旅客鐵道.   [2019-02-15]. （原始内容存档于2020-10-08） （日语）.
4. ↑  . 東日本旅客鐵道.   [2019-02-15]. （原始内容存档于2020-06-02） （日语）.
5. ↑  . 東日本旅客鐵道.   [2019-02-15]. （原始内容存档于2020-06-02） （日语）.
6. ↑  . 東日本旅客鐵道.   [2018-07-10]. （原始内容存档于2020-08-11） （日语）.
7. ↑  . 東日本旅客鐵道.   [2019-07-24]. （原始内容存档于2020-05-15） （日语）.

## 外部連結
- 車站資訊（南三陸町役場·醫院前）：東日本旅客鐵道（日語）